# Cacciata dal Paradiso terrestre (Jacopo della Quercia)
La Cacciata dal Paradiso  è la quarta delle dodici formelle a bassorilievo con Storie della Genesi della Porta Magna della basilica di San Petronio a Bologna. Opera della piena maturità Jacopo della Quercia, databile tra il 1425 e il 1434, è considerata tra i suoi lavori più significativi. 

## Storia
La decorazione del portale mediano di San Petronio iniziò nel 1425 e si interruppe nel 1434, poco prima della morte dell'artista (1438). Le formelle sono sempre rimaste visibili all'esterno della basilica. 
Esse vennero studiate attentamente da Michelangelo Buonarroti, influenzando lo sviluppo del suo stile scultoreo. Michelangelo dimostrò anche di avere a mente alcune delle composizioni dei bassorilievi quando affrescò le Storie della Genesi nella volta della Cappella Sistina.

## Descrizione

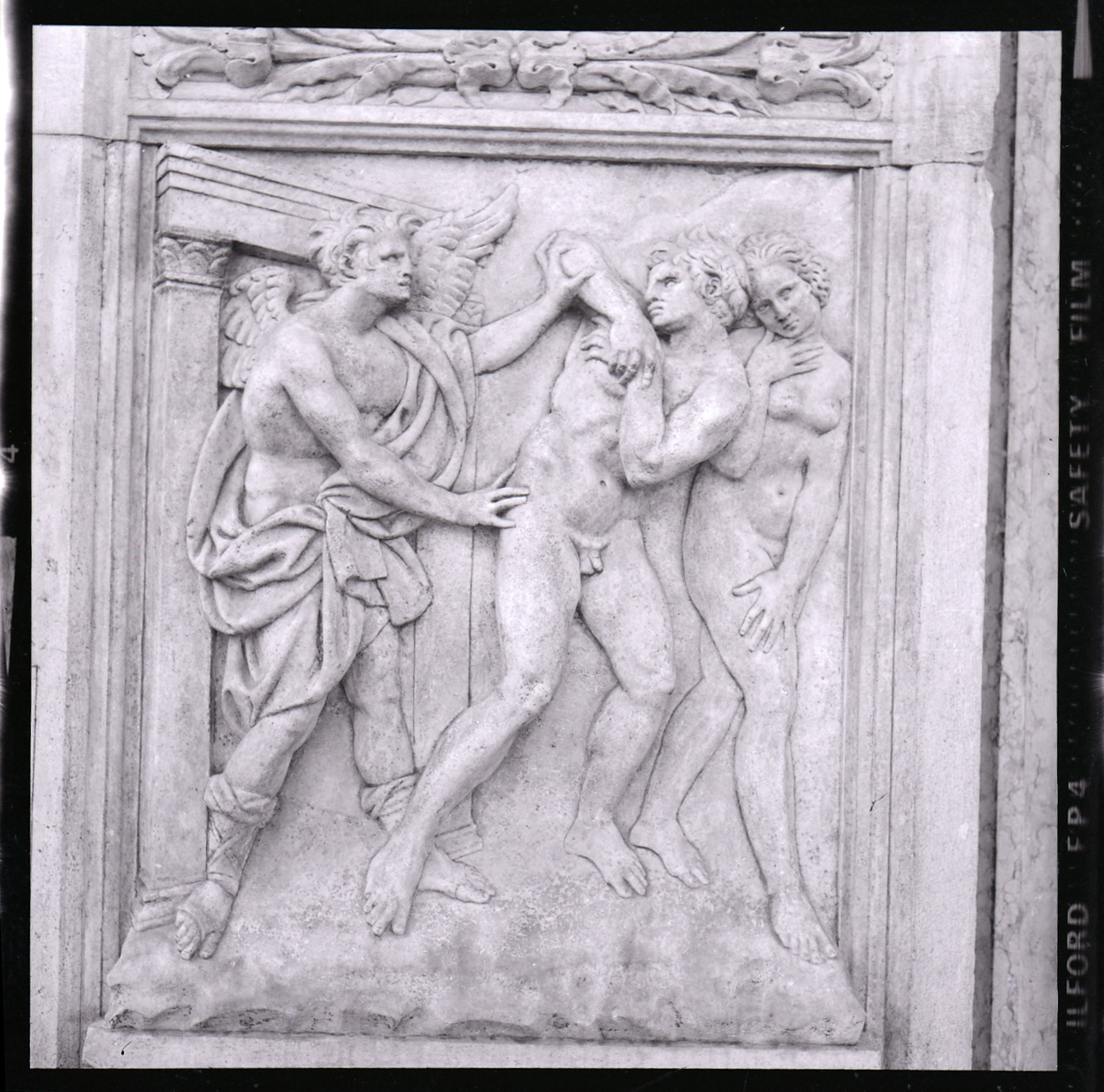
Cacciata dal Paradiso terrestre, dettaglio. Foto di Paolo Monti

La scena si ispira alla vitalità della Cacciata di Masaccio nella Cappella Brancacci, della quale Jacopo della Quercia copia la posa da Venus pudica di Eva (pur senza raggiungerne l'intensità espressiva), mentre sviluppa ulteriormente il conflitto tra Adamo e l'Angelo. 
Questa volta infatti l'Angelo esce dalla porta del Paradiso terrestre (raffigurata con un architrave dal sapore ormai rinascimentale) e spinge via, con estrema eloquenza, Adamo, premendogli sul gomito e sul fianco, mentre il progenitore lo guarda con un misto di preoccupazione, stupore e indignazione, senza rinunciare alla sua virile dignità.

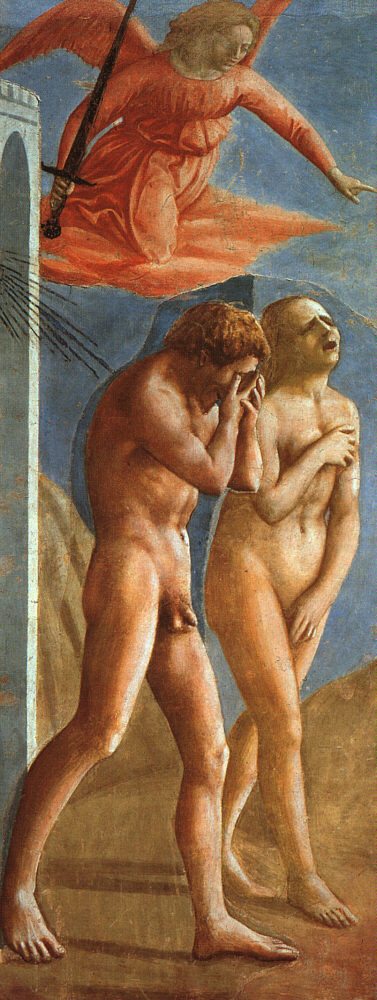
Cacciata dal Paradiso terrestre di Masaccio

## Stile
Il rilievo è ben diverso dallo stiacciato donatelliano: invece dei fini sottosquadri, le figure sembrano tra due piani invisibili, con linee nette e ombre ridotte al minimo. Alle parti lisce e stondate delle figure si alternano spesso fratture di piani e contorni rigidi, dal cui contrasto sprigiona un effetto di forza trattenuta, che non ha eguali nella scultura quattrocentesca. 
L'intensità dinamica dei rilievi di San Petronio è data dal gioco di linee complesse, che sfrutta anche le linee del panneggio gotico, e dalla scelta di soggetti umani rustici e massicci, che esaltano la forza plastica delle scene. I gesti sono ampi, le pose eloquenti e le composizioni dinamiche. 
La vitalità erompente dei personaggi travolge e fonde, mettendoli in secondo piano, le fonti e i riferimenti culturali dell'opera (statuaria tardogotica, umanesimo fiorentino, arte classica). La concentrazione sull'energia psichica e phisica dell'uomo nelle formelle non ebbe sostanziali continuatore nel XV secolo, ma fece da modello per Michelangelo Buonarroti, che ne riprese l'espressività e la forza narrativa.